# Problém roku 2000

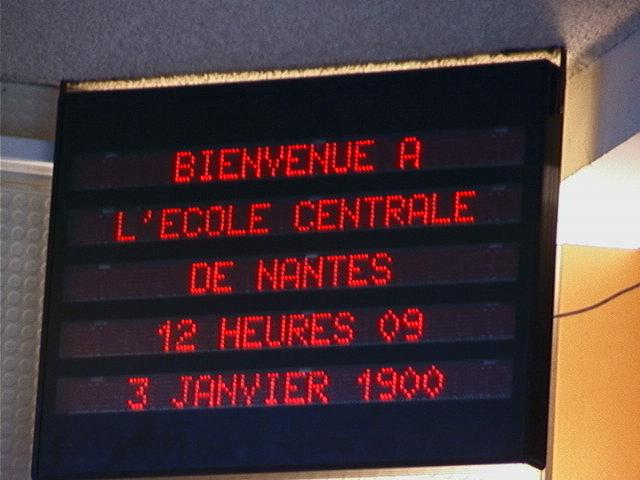
Jedna z řady reálných ukázek „problému roku 2000“. Světelná tabule místo správného 3. ledna 2000 ukazuje 3. ledna 1900.

Problém roku 2000 (nebo anglicky Year 2000 problem, zkráceně Y2K) byl výsledkem programování základních funkcí softwaru i hardwaru, kdy programátoři ve snaze šetřit počítačovou paměť zapisovali rok pouze pomocí dvou číslic. V důsledku toho mnohé programy chybně interpretovaly přelom roků 1999/2000. Některé prostě přecházely z čísla „99“ na číslo „00“, čímž pro ně bylo nemožné rozlišit roky 1900 a 2000, jiné roky nadcházející po roce 1999 (devatenáct set devadesát devět) interpretovaly jako 19100 (devatenáct set sto). Zejména v druhé polovině 90. let 20. století panovaly velké obavy, co se může 1. ledna 2000 stát s mnohými počítačovými programy. Katastrofické scénáře mluvily i o možných výpadcích, či dokonce haváriích elektráren, pozemního i leteckého provozu atp. S blížícím se rokem 2000 se množily případy expirace zboží, pozvánky do školky pro stoleté osoby a další případy.[zdroj?]
Katastrofické scénáře se nakonec nenaplnily, jednak z toho důvodu, že veřejný sektor (armády, vládní organizace, školy atd.) vynaložil nemalé finanční částky na prevenci případných komplikací, především však z toho důvodu, že počítačová technika a jiná elektronika rychle zastarává a většina soukromého i veřejného sektoru byla na přelomu roků 1999/2000 vybavena počítači, u kterých jejich tvůrci dílem možnost problému Y2K předpokládali, dílem již z důvodu rozvoje techniky nebyli nuceni tolik šetřit pamětí počítače.